# الدراويش الصوماليون
الدراويش الصوماليون (بالإنجليزية: The Somali Dervish)‏ هو فيلم ملحمي صومالي من إنتاج عمار سنيه وإخراج سعيد صلاح أحمد بين عامي 1983 و1985. يعتبر أحد الأفلام الطويلة القليلة التي تم إنتاجها في الصومال.
بميزانية قدرها 1.8 مليون دولار، يُصوّر الفيلم (الذي تبلغ مدته 4 ساعات و40 دقيقة) حياة محمد عبد الله حسن زعيم حركة الدراويش الصومالية الثورية. تم استخدام سبع لغات للحوار السينمائي: الصومالية والعربية والإيطالية والإنجليزية وثلاث لهجات إقليمية. تضمن الفيلم سليلًا حقيقيا لمحمد عبد الله حسن في بطولة الفيلم، الشيخ عثمان محمود عمر، كما ضم مئات الممثلين.

## روابط خارجية
- الدراويش الصوماليون على موقع IMDb (الإنجليزية)
- الدراويش الصوماليون على موقع قاعدة بيانات الفيلم (الإنجليزية)
- الدراويش الصوماليون على موقع ليتربوكسد (الإنجليزية)